# 黃光昇
黃光升（1506年—1586年），字明舉，号癸峰、又号葵峰，福建泉州府晉江縣人，明朝政治人物。嘉靖己丑進士。累官至刑部尚書。

## 生平
嘉靖七年（1528年）福建鄉試第二十一名舉人。嘉靖八年（1529年）中式己丑科會試第83名，三甲196名進士。授長興縣知縣，十四年十一月選授刑科給事中，十五年五月奉命覆核蓟辽钱粮，同年母亲去世丁忧。十九年復除兵科給事中，二十年二月出任浙江按察司僉事，二十三年正月陞本省右參議，二十六年升任广东副使，二十九年升四川左参政，三十二年四月升广东按察使，三十三年四月升四川右布政使，三十四年二月转四川左布政使。三十六年三月升右副都御史、巡抚四川，因平定叛亂，三十九年四月升兵部右侍郎兼都察院右佥都御史、总督湖广川贵军务，討伐苗族叛亂。四十年五月升工部右侍郎、提督大石窝，六月升南京戶部尚書，四十一年十月召入為刑部尚書。因與高拱不和，隆慶元年（1567年）四月以病乞休，辭職歸鄉，四年三月起用为南京刑部尚書，屡辞待命，未即之官，给事中韩楫等以为迁延不敬，遂被下旨斥责，令致仕。萬曆十四年卒，贈太子少保，谥恭肃。著有《四书纪闻》、《读易私记》。
黄光升（号葵峰）与康朗（号盘峰）、张岳（号净峰）并称为明代泉州“三峰”。

## 著作
著有《四书纪闻》、《读易私记》等。

## 家族
曾祖黃禎；祖父黃晟，曾任經歷；父黃綬，曾任教諭。母陳氏。
子黃喬棟，為臨安府知府。